# Stazione di Ardore
Stazione di Ardore vasútállomás Olaszországban, Calabria régióban, Ardore településen.

## Vasútvonalak
Az állomást az alábbi vasútvonalak érintik:
- Jonica-vasútvonal

## Kapcsolódó állomások
A vasútállomáshoz az alábbi állomások vannak a legközelebb:
- Stazione di Locri
- Stazione di Bovalino